# مین جین لی
مین جین لی (انگلیسی: Min Jin Lee؛ زادهٔ ۱۹۶۸) مؤلف و خبرنگار کره‌ای-آمریکایی ساکن منهتن است. کار او اغلب با موضوعات کره‌ای و کره‌ای آمریکایی سر و کار دارد. او مؤلف رمان‌های غذای رایگان برای میلیونرها (۲۰۰۷) و پاچینکو (۲۰۱۷) است.